# Quercus declinata
Quercus declinata — викопний вид дуба. Датується міоценом. Знайдений у Каліфорнії.